# ホスピタル (漫画)
『ホスピタル』は、唐沢なをきによる日本の漫画。1989年から1991年にかけて、『月刊アニマルハウス』（白泉社）にて連載された。単行本は、1990年と1991年に白泉社から発売された。その後、2003年に「描き下ろし」作品を追加して再版された。
主人公・桐先正太郎とマッドな黒衣の医師・ハーバート西、訳ありの看護師・海野くらげたちを中心に、D坂総合病院内を縦横無尽に暴れまわるギャグ漫画。最大の特徴は臓物等が作品内に登場するので、かなりグロテスクな作品である。また、「この作品はフィクションです。実在の人物・団体・事件などとは、いっさい無関係です」の注意書きが形を変えてギャグとして登場してくる。

## 主な登場人物
桐先正太郎（きりさき しょうたろう）
本作の主人公。西外科部長によって半魚人にされたり、脳改造されたりと、災難続きのいじられキャラ。
最終回では、西がゾンビを大量生産していたところを、桐崎、海野他の捜索で発見。その後何かのはずみで爆破、桐先は爆死した西と同化してしまった（しかし、新装版の描き下ろし第26話にて、このエンディングの設定はリセットされてしまう）。
ハーバート西（ハーバート にし）
D坂総合病院外科部長。黒衣の医師。マッド・サイエンティスト的な存在。 人体改造などお手のもので、物語後半では、自分自身の改造はおろか、自身のミニクローン集団をも創造してしまう。
海野くらげ（うみの くらげ）
美人看護師。この物語のヒロイン的存在。母体の中でバラバラなまま育った彼女を、西が組み立てて人間の状態にした（ブラック・ジャックとピノコのオマージュである）。 しかし、接続がいまいち甘いため、物理的・精神的なダメージを加えると、すぐに肉体（内蔵など）が分散してしまう（自力でバラけることも出来る）。
ぜんざい五郎（ぜんざい ごろう）
外科医師。メスさばきにはうまいらしいが、主人公とはあまり仲が良くない。
富士乃野舞（ふじのや まい）
D坂総合病院（芸能プロダクションもやっている）からデビューしたアイドル歌手。脳性幽門狭窄で1、2年の命（第24話で死亡）。
市蔵（いちぞう）
西の開発した「細胞賦活剤」によって独立した生命体と化した、生きた腸。
ゾンビ
D坂総合病院で死亡した患者が、西によって何らかの処理をされたものと思われる。ナンパゾンビ、恩返しゾンビなど、多数が登場する。
院長（いんちょう）
D坂総合病院の院長。第12話に、破損状態の酷い頭部のみの状態で登場。「ごぼ」しか言わない。
潮干狩なまこ（しおひがり なまこ）
看護師。「恐怖のうらがえり人間」の特技を持つ。
病院の怪人（ファントム・オブ・ザ・ホスピタル）
西に身体を蛸に改造されたが脳改造直前に逃亡した、元入院患者の山本さん。「ダメっ娘萌え」の怪人（西の改造による怪人は、他にも多数が存在する）。
ニューロンくん
生きた神経。人間大にでかい。
ひとで（苗字不明）
看護師。口から多数の触手を出して他人のDNAをスキャンし、相手と同じ顔になることが可能。定期的に顔を変える趣味あり。
西先生FC（にしせんせい ファンクラブ）
変態男に絡まれていた女子中学生を、西が助けたのが縁で結成された6人組のFC。FC会誌名『ごぞうろっぷ』。全員が望んで西に人体改造されてしまう。
若井美空（わかい みそら）
富士乃野舞亡き後、D坂総合病院からデビューした新人アイドル。脳性更年期障害で3か月の命。
その他の女性看護師（そのたのじょせいかんごし）
作品の当初から、同じ顔をしたモブキャラ的な看護師が複数で登場している。また、ゲストや準レギュラー的な看護師には、みな海の生物の名前がついている（例：ほや、うに）。

## サブタイトル・初出一覧
各話のサブタイトルは、新装版刊行に当たり、新たに付け加えられた。
- BEAM COMIX ホスピタル 第1巻 （エンターブレインより2003年2月11日発行の新装版）
第1話 病院よいとこ （初出:月刊アニマルハウス1989年6月号 白泉社）
第2話 盲腸試し （初出:月刊アニマルハウス1989年7月号 白泉社）
第3話 恋人よ還れ （初出:月刊アニマルハウス1989年8月号 白泉社）
第4話 水泳大会 （初出:月刊アニマルハウス1989年9月号 白泉社）
第5話 市蔵の恋 （初出:月刊アニマルハウス1989年10月号 白泉社）
第6話 僕と握手 （初出:月刊アニマルハウス1989年11月号 白泉社）
第7話 宅急便 （初出:月刊アニマルハウス1989年12月号 白泉社）
第8話 自主規制 （初出:月刊アニマルハウス1990年1月号 白泉社）
第9話 男の世界 （初出:月刊アニマルハウス1990年2月号 白泉社）
第10話 張り扇チョップ （初出:月刊アニマルハウス1990年3月号 白泉社）
第11話 素人鰻 （初出:月刊アニマルハウス1990年4月号 白泉社）
第12話 春やきぬ （初出:月刊アニマルハウス1990年5月号 白泉社）
第13話 病院の怪人 （描き下ろし）
Bonus Track （白泉社版未収録原稿を再構成）
- BEAM COMIX ホスピタル 第2巻 （エンターブレインより2003年2月11日発行の新装版）
第14話 疳の虫　（初出:月刊アニマルハウス1990年2月号 白泉社）
第15話 へちまの水も間に合はず　（初出:月刊アニマルハウス1990年7月号 白泉社）
第16話 海と毒薬　（初出:月刊アニマルハウス1990年8月号 白泉社]）
第17話 お祭りマンボ　（初出:月刊アニマルハウス1990年9月号 白泉社）
第18話 爆走　病人グランプリ　（初出:月刊アニマルハウス1990年10月号 白泉社）
第19話 特撮魂　（初出:月刊アニマルハウス1990年11月号 白泉社）
第20話 今様住宅事情　（初出:月刊アニマルハウス1990年12月号 白泉社）
第21話 女子中学生来襲　（初出:月刊アニマルハウス1991年1月号 白泉社）
第22話 雪山賛歌　（初出:月刊アニマルハウス1991年2月号 [白泉社）
第23話 爬虫類の尻尾　（初出:月刊アニマルハウス1991年3月号 白泉社]）
第24話 今日でお別れ　（初出:月刊アニマルハウス1991年4月号 白泉社）
第25話 邪悪な存在　（初出:月刊アニマルハウス1991年5月号 白泉社）
第26話 修学旅行　（描き下ろし）
Bonus Track　（白泉社版未収録原稿を再構成）

## その他
- 登場人物の一人ハーバート西は、ハーバート・ウェストのパロディである。
- D坂総合病院の外観のモデルは東京・阿佐ヶ谷の河北総合病院である。